# Тамаш, Гашпар Миклош
Гашпар Миклош Тамаш (венг. Tamás Gáspár Miklós, известный также как ТГМ (TGM — по инициалам), 28 ноября 1948, Клуж-Напока — 15 января 2023, Будапешт) — венгерский общественный и политический деятель, философ-марксист, румынский венгр частично еврейского происхождения. Бывший диссидент при однопартийном режиме, один из ведущих левых мыслителей Венгрии и критиков Виктора Орбана. Писал на темы политики, философии и культуры для интернет-изданий Mérce и OpenDemocracy. Отец британской поэтессы и писательницы Ребекки Тамаш.

## Биография
Родился в Клуж-Напоке (Коложваре) в семье писателя Гашпара Тамаша и Эржебеты Краус. Во время Холокоста его бабушка по материнской линии погибла в концлагере Освенцим.
Окончил философский факультет Клужского университета имени Бабеша-Бойяи в 1972 году. Учился у Дьёрдя Бреттера, венгерского философа, испытавшего влияние западного марксизма, Будапештской школы и экзистенциализма. В 1977 году защитил дипломную работу по философии Декарта.
В 1972—1978 годах работал журналистом в Румынии, затем перебрался в Венгрию. До 1980 года был научным сотрудником кафедры истории философии Будапештского университета имени Лоранда Этвёша, однако был уволен за «оппозиционное поведение» — он написал и подписал собственным именем памфлет, направленный против введения в Польше военного положения. В 1981 году Г. М. Тамаша официально выдворили из Румынии за критику режима Николае Чаушеску (характеристику которого как «фашизоидного социал-национализма» он повторил в 2007 году).
Он переехал на Запад, где читал лекции в Йельском университете, высших учебных заведениях Великобритании и Франции. В результате Гашпар Миклош Тамаш, вышедший из коммунистической семьи, изначально близкий к «новым левым» и критиковавший строй восточноевропейских «народных демократий» с либертарно-социалистических позиций, подобно ряду других диссидентов, перешёл к праволиберальной идеологии —  он характеризовал себя в 1980-е годы как «тори-анархиста».

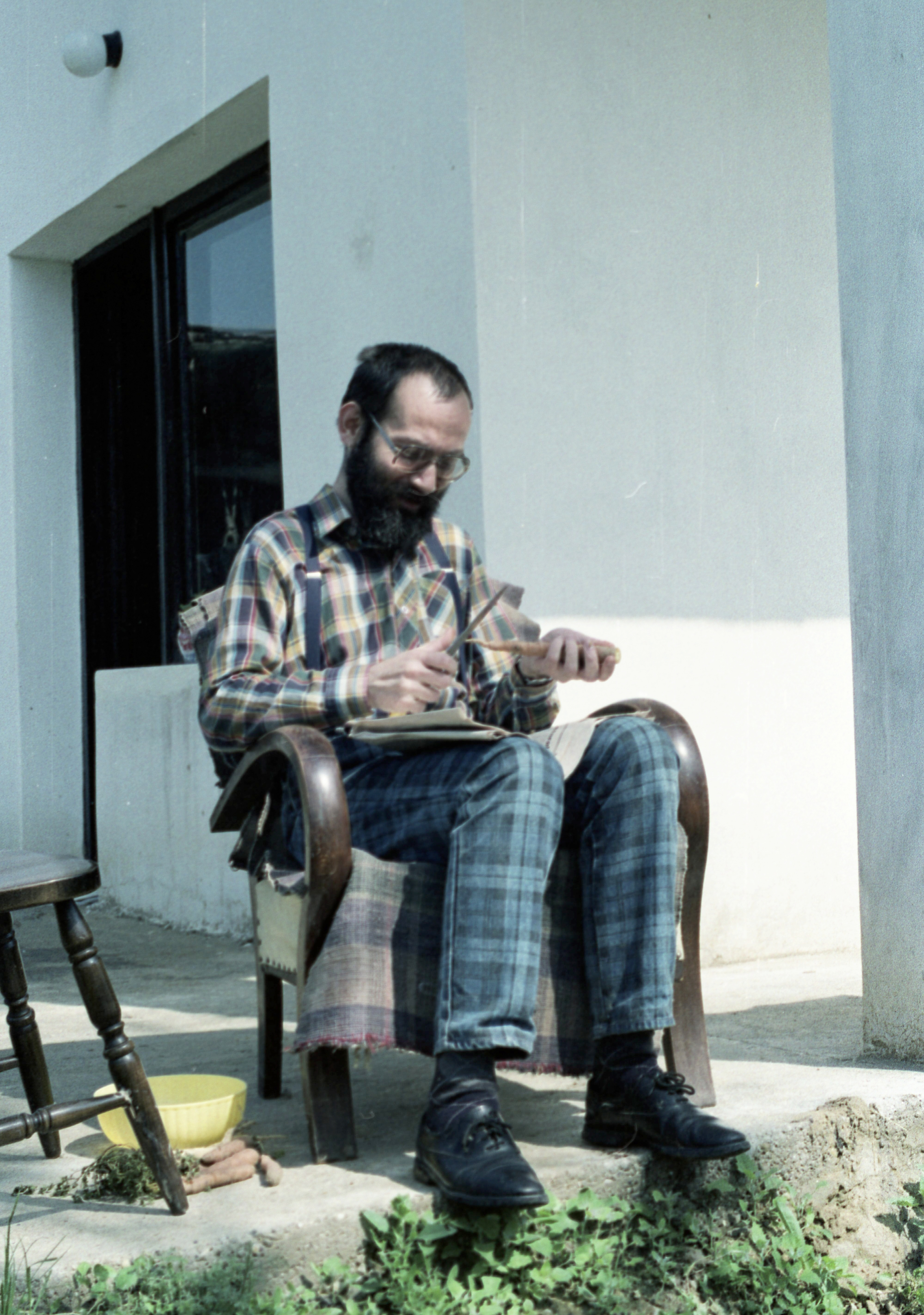
Гашпар Миклош Тамаш в 1987 году

ТГМ становится одним из ведущих представителей демократической оппозиции эпохи Яноша Кадара. В 1985 году принял участие во встрече антикоммунистических оппозиционных деятелей в Моноре. Стоял у истоков либеральной партии Альянс свободных демократов (АСД, SZDSZ). В 1989 году в качестве представителя свободных демократов попал в тогда ещё однопартийный парламент, заменив отозванного политика из Венгерской социалистической рабочей партии Петера Варконьи. В 1990—1994 годах — депутат Национального собрания, в 1992—1994 годах — председатель Национального комитета АСД.
Впоследствии в интервью британскому троцкисту Крису Харману Г. М. Тамаш подчёркивал, что «все лидеры венгерской оппозиции побывали на Западе в 1980-х. Мы видели, что означает Рональд Рейган. Мы знали, что случилось в 1973 году в Чили… Мы принимали капитализм со всеми его пороками, причем далеко не скандинавскую модель, а американскую». Однако поворотными для мировоззрения Г. М. Тамаша стали первые два года его пребывания в парламенте, за время которых свои рабочие места потеряли два миллиона венгров: «Это величайший позор в моей жизни». Переосмыслив своё участие в повороте страны к капитализму, Тамаш в 2000 году вышел из Альянса свободных демократов и снова обратился к марксизму, опираясь на критику советской модели «слева» (Льва Троцкого, Бориса Суварина, Виктора Сержа). Он не причислял себя к какому-то отдельному направлению марксизма, но отмечал влияние, оказанное на него Карлом Коршем, Корнелиусом Касториадисом, группой «Кризис», операизмом, Дэвидом Харви и другими.
В 1989 году Г. М. Тамаш возвратился в Будапештский университет, где стал доцентом на кафедре философии юридического факультета. С 2007 года — приглашённый профессор Центрально-Европейского университета. Являлся старшим сотрудником Института философии Венгерской академии наук, пока не был уволен в 2010 году — под предлогом достижения пенсионного возраста, хотя наблюдатели отмечали политическую мотивацию данного решения. Так как во времена Венгерской народной республики философа уже увольняли и он длительное время работал за границей, он мог рассчитывать только на минимальную пенсию. Незадолго до этого из Академии наук по аналогичным соображениям была уволена Эржебет Салаи, известный социолог левых взглядов.
С 2002 года — заместитель председателя альтерглобалистской организации АТТАК-Венгрия Матьяша Беника.

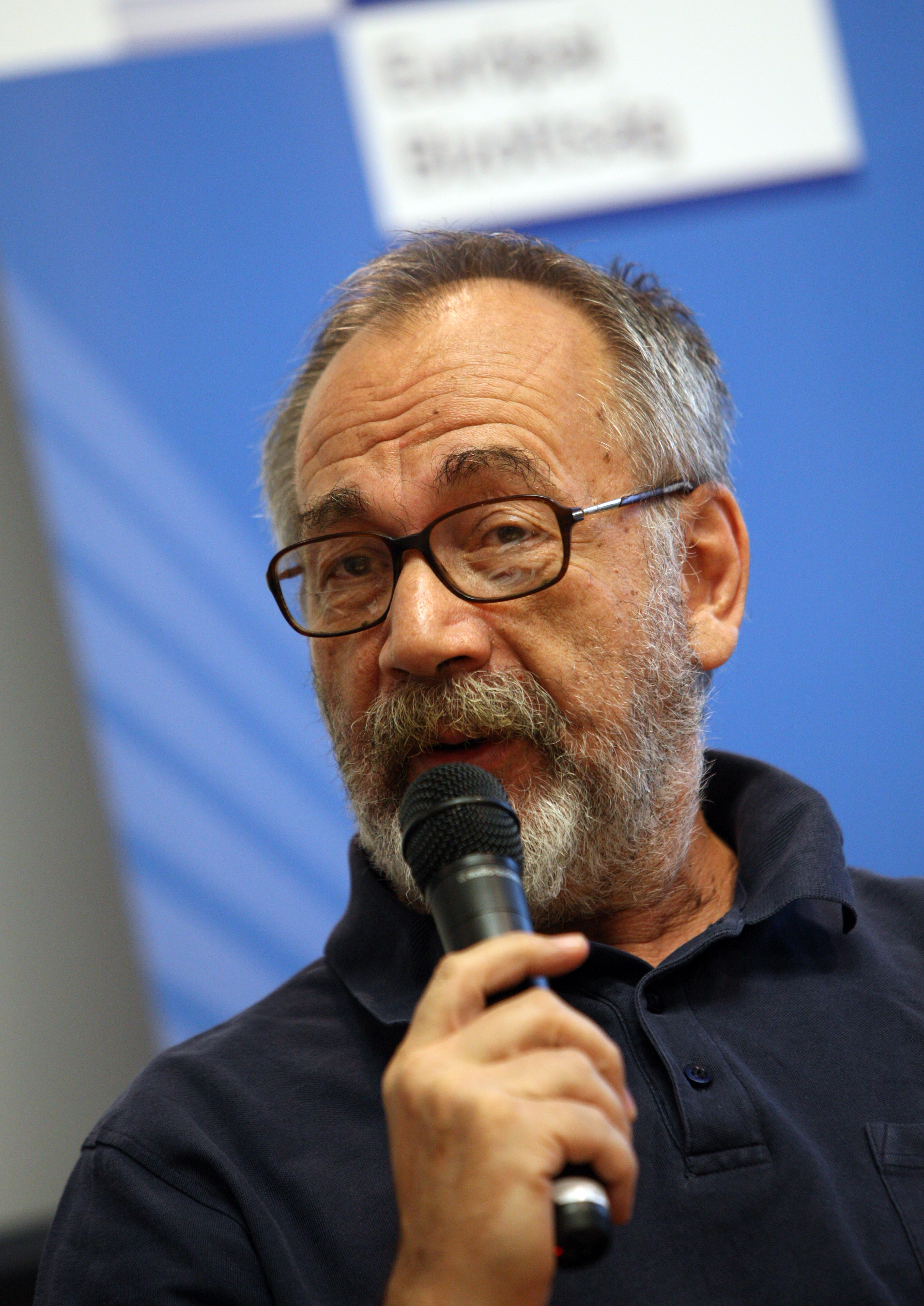
Гашпар Миклош Тамаш в 2012 году

В 2008 году Гашпар Миклош Тамаш был в числе основателей «Социальной хартии». В 2009 году с предложением возглавить избирательный список на выборах в Европарламент к нему обратился блок «Зелёные левые» (Zöld Baloldal). Объединение «Зелёные левые» было создано экосоциалистами из партии «Зелёные демократы» Дьёрдя Дроппы, «Европейской феминистской инициативой за другую Европу» Андреи Альфёльди, еврокоммунистической Рабочей партией Венгрии-2006 и молодёжной организацией последней (Молодёжный левый союз — Молодые коммунисты Венгрии). Тамаш ответил согласием, но «Зелёные левые» из-за бюрократических препятствий не были допущены к выборам.
В мае 2010 года Гашпар Миклош Тамаш был избран председателем партии «Зелёные левые», имеющей антикапиталистическую, социалистическую, экологическую, феминистическую и антирасистскую направленность.
Известен своими выступлениями против неофашизма, ксенофобии, расизма, нетерпимости к ромам, характеризующих венгерских ультраправых — партию «Йоббик». Равным образом он критиковал и правящую правоконсервативную партию «Фидес — Венгерский гражданский союз», узурпировавшую, по его мнению, власть в стране. Одним из главных объектов его исследований был восточноевропейский «постфашизм», для описания которого он также предложил термин этницизм.
Гашпар Миклош Тамаш — автор ряда книг по социальной теории и политической философии. Его труды переведены на 12 языков. В частности, на многие европейские языки была переведена его книга «Telling the truth about class» («Говоря правду о классе»). Свободно владел английским, французским, немецким и румынским языками.
Умер 15 января 2023 года после тяжёлой болезни. Похоронен 31 января 2023 года на кладбище Фаркашрет в Будапеште. С речами выступили Гергей Карачонь, Кристина Барани, Роза Ходошан, Шандор Радноти, Жужа Селем, Балаж Сипош и Габор Ивани. 

## Награды
В 1995 году получил премию Фонда Сороса. В 2005 году награждён средним крестом Ордена Венгерской Республики за «выдающиеся научные и педагогические труды, публицистическую и общественную деятельность». В 2009 году отмечен премией «Двадцатилетие Республики».